# Іші Біладі
Іші Біладі (Розквітай, моя країна) — національний гімн Об'єднаних Арабських Еміратів. Затверджено після здобуття країною незалежності в 1971 році. Автор музики — композитор Саад Абдель Вахаб, племінник відомого єгипетського композитора Мохаммеда Абд-аль-Вахаба. Слова гімну були затверджені тільки в 1996 році, їх автором став Аріф Ель Шейх Абдулла Ель Хассан.

## Текст гімну
| Текст арабською мовою              | Транслітерація                              | Текст англійською мовою                                   | Переклад                                                          |
| عيشي بلادي عاش اتحاد إماراتنا      | ‘īšiy bilādī, ‘aiš itaḥidu imārātinā        | Live my country, that the unity of our Emirates has lived | Живи, моя країна, союз наших Еміратів живе,                       |
| عشت لشعب                           | ‘išit liš`abin                              | may you live for a nation                                 | Ти існуєш заради нації,                                           |
| دينه الإسلام هديه القرآن           | dīnuhul islāmu haḏihul qurʾānu              | Whose religion is Islam and guide is the Qur'an           | Чия релігія — іслам, а заповідь — Коран,                          |
| حصنتك باسم الله يا وطن             | ḥaṣnatuki bismillah yā waṭan                | I made you fortified by the name of Allah, my homeland    | Я робив тебе сильнішою в ім'я Аллаха, Батьківщино,                |
| بلادي بلادي بلادي بلادي            | bilādī, bilādī, bilādī, bilādī,             | My country, My country, My country, My country            | Моя країна, моя країна, моя країна, моя країна,                   |
| حماك الإله شرور الزمان             | ḥamāki illāhu šurūr a'zamāni                | May God protect you from the evil through time            | Аллах захищає тебе від негараздів завжди,                         |
| أقسمنا أن نبني نعمل                | aqsamnā an nabnī n‘amalu                    | We have sworn to build and work                           | Ми поклялися будувати і працювати,                                |
| نعمل نخلص نعمل نخلص                | n‘amalu nuḫliṣ n‘amal nuḫliṣ                | we will Work and sincere, Work and sincere                | Працювати щиро, працювати щиро,                                   |
| مهما عشنا نخلص نخلص                | mahmā ‘ašna nuḫliṣ nuḫliṣ                   | As long as we live, we will be sincere                    | До останнього подиху ми будемо щирі, щирі,                        |
| دام الأمان و عاش العلم يا إماراتنا | dām alamān wa ‘āš al-‘ālamu yā al-imārātinā | may the safety last and the flag rise, oh Emirates        | Безпека дозволила нашому прапору майоріти, о наші Емірати,        |
| رمز العروبة                        | ramzul ‘arūbati                             | The symbol of Arabism                                     | Символ арабського світу                                           |
| كلنا نفديك بالدما نرويك            | kullunā nafdīki bidimā nurwīki              | We all sacrifice for you, we supply you with our blood    | Ми жертвуємо собою заради тебе, ми підтримуємо тебе нашою кров'ю, |
| نفديك بالأرواح يا وطن              | nafdīkā bil-arwāḥi yā waṭan                 | We sacrifice for you with our souls oh homeland           | Ми вкладаємо в тебе наші душі, Батьківщино!                       |